# Schlacht bei Waschow
In der Schlacht bei Waschow, am 25. Mai 1200 (oder am 25. Mai 1201) bei dem Ort Waschow in Mecklenburg, im heutigen Landkreis Ludwigslust-Parchim, unterlag Graf Adolf I. von Dassel einem Heer mecklenburgischer Vasallen des dänischen Königs Knut VI. Die Niederlage beendete Adolfs kurzzeitige Regentschaft in der Grafschaft Ratzeburg und deren Eigenständigkeit und war der erste militärische Höhepunkt der dänischen Expansion unter Knut VI. und seinem Bruder und Nachfolger Waldemar II. in Nordalbingien.

## Vorgeschichte
Nach dem Tode Kaiser Heinrichs VI. im Jahre 1197 und der Doppelwahl im Jahre 1198 des Staufers Philipp von Schwaben und des Welfen Otto IV. zum deutschen König kam es im Norden des Reiches, wie auch anderswo, zu erbitterten Kämpfen zwischen den gegenseitigen Parteigängern. Auf der welfischen Seite stand unter anderen der dänische König Knut VI., als Schwiegersohn Heinrichs des Löwen ein Schwager Ottos IV. Er beherrschte bereits das Herzogtum Schleswig, wo sein Bruder Waldemar seit 1182 als Herzog regierte, und das westliche Mecklenburg und sah in den innerdeutschen Streitigkeiten die Chance für eine weitere Expansion in Norddeutschland.
Zu den Gegnern der Welfen gehörte hingegen Adolf I. von Dassel, der durch seine Heirat mit Adelheid von Wassel, der Witwe des Grafen Bernhard II. von Ratzeburg, im Jahre 1200 die Herrschaft über die Grafschaft Ratzeburg erlangt hatte. Er verbündete sich mit dem Grafen Adolf III. von Schauenburg und Holstein, der sich für seine Belehnung mit der Grafschaft Ratzeburg eingesetzt hatte, und dem Askanier-Herzog Bernhard III. von Sachsen, der nach der Ächtung und Absetzung Heinrichs des Löwen Herzog von Sachsen und dadurch auch Lehnsherr der Grafschaft Ratzeburg geworden war. Einzeln oder im Verbund fielen die drei wiederholt in dänisches Gebiet in Schleswig und Mecklenburg ein.

## Die Schlacht
Daraufhin beauftragte König Knut VI. seine Vasallen, die Vettern Heinrich Borwin I. von Mecklenburg und Nikolaus von Rostock sowie die beiden Grafen Gunzelin II. und Heinrich von Schwerin, den lästigen Grafen von Ratzeburg zu bestrafen. Zusammen mit Herzog Waldemar II. von Schleswig und wahrscheinlich auch mit Jaromar I., dem Ranen-Fürsten von Rügen, marschierten sie in die Grafschaft Ratzeburg ein. Auf der Ebene zwischen Wittenburg und Waschow kam es zur Entscheidungsschlacht. Nikolaus von Rostock kam ums Leben, aber Adolf von Dassel verlor die Schlacht und musste fliehen. Er verschwand bis auf Weiteres aus der geschichtlichen Überlieferung und ist erst Jahre später als Teilnehmer am Kreuzzug von Damiette und 1236 am Feldzug des Schwertbrüderordens in Livland wieder bekundet.

## Folgen
Die Niederlage bedeutete das Ende der Grafschaft Ratzeburg als eigenständige Herrschaft. Die Burgen Gadebusch und Wittenburg ergaben sich ohne Widerstand. Die Grafschaft kam unter dänische Oberherrschaft, und König Waldemar II. gab sie im Jahre 1202 an seinen Neffen, den Grafen Albrecht II. von Orlamünde, der als Graf von Holstein, Stormarn, Ratzeburg und Wagrien dänischer Statthalter von Nordalbingien war. 1204 gab Waldemar II. den Grafen von Schwerin als Belohnung für ihre Unterstützung der dänischen Expansion alle Gebiete der Grafschaft Ratzeburg östlich der heutigen Grenze zwischen Schleswig-Holstein und Mecklenburg. Somit wurde infolge der Schlacht bei Waschow die heutige Westgrenze Mecklenburgs zum heutigen Kreis Herzogtum Lauenburg im Wesentlichen festgelegt, denn die Grafschaft Schwerin fiel 1358 an das Herzogtum Mecklenburg.